# دوات (اسطوره‌شناسی)
دُوات (مصری باستان: dwꜣt؛ تلفظ مصری: «دو-آهت»، به قبطی: ⲧⲏ، Tuat, Tuaut یا Akert, Amenthes, Amenti یا Neter-khertet) قلمرو مردگان در میان اساطیر مصر باستان بود. در خط هیروگلیف آن را به شکل یک ستاره-در-دایره (𓇽) نشان می‌دهند. انسان‌ها پس از مرگ به این قلمرو وارد می‌شوند و مورد قضاوت قرار می‌گیرند. خدای خورشید، رع، در طول جنگ‌هایش با آپوفیس، هر شب همراه ارواح مردگان به دوات می‌رود و در سپیده‌دم از آنجا بازمی‌گردد.

## کتابشناسی
- Faulkner, R. (translator): "The Egyptian Book of the Dead: The Book of Going Forth by Day". Chronicle Books, 2000
- Pinch, G. : "Magic in Ancient Egypt". British Museum Press, 1994
- Taylor, John (editor): "Ancient Egyptian Book of the Dead". British Museum Press, 2010.